# Conreu

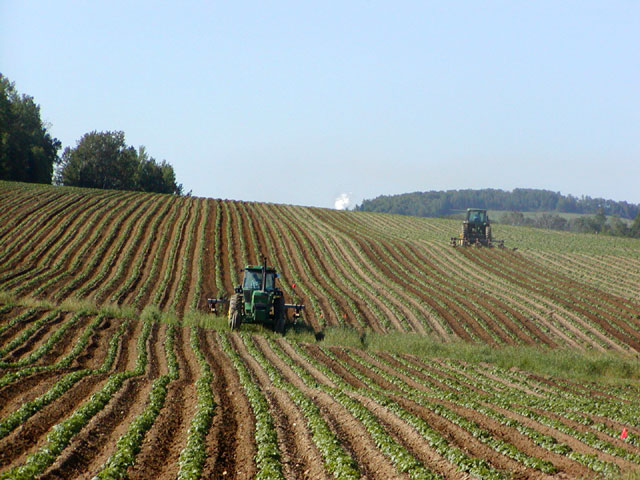
Camp de creïlles

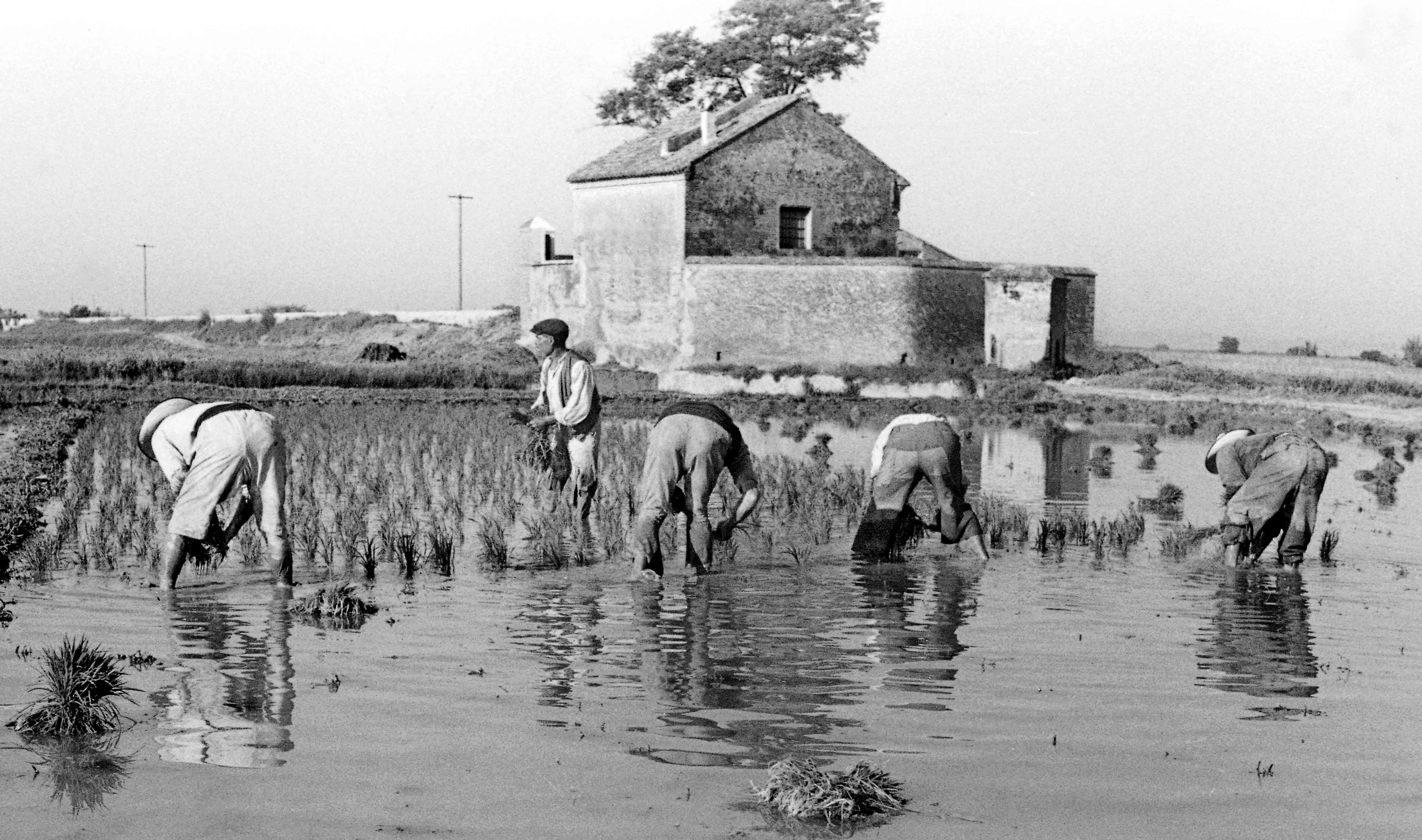
Plantant arròs al Cano d'Alginet, 1949, País Valencià

El conreu és fer al sòl i a les plantes les tasques necessàries perquè fruitin. En un sentit més general, és l'explotació i cria d'éssers vius, especialment vegetals (Vegeu també: ramaderia). El conreu inclou, com a més principals, les labors d'adobar el sòl, sembrar, esporgar, collir els fruits, cavar, llaurar i regar. El 2013 a Catalunya hi havia 570.876 hectàrees de conreu de secà i 265.860 de regadiu.
La protecció de conreus és la tècnica que s'ocupa dels agents que causen afeccions als conreus i a les collites, la relació que estableixen amb la planta, els efectes que hi produeixen i els mètodes i estratègies per a controlar-los. Aspira a reduir la incidència de plagues que destrossen els conreus. El seu codi d'especialitat UNESCO és el 3103.04 dins de la disciplina d'Agronomia.
Alguns consideren el conreu com una de les equivocacions més grans, car, si bé l'ús de tècniques de conreu intensiu permeten d'obtenir un gran rendiment de la terra i alimentar una població més gran; aquest mateix conreu acaba per empobrir la terra i la diversitat biològica.

## Història

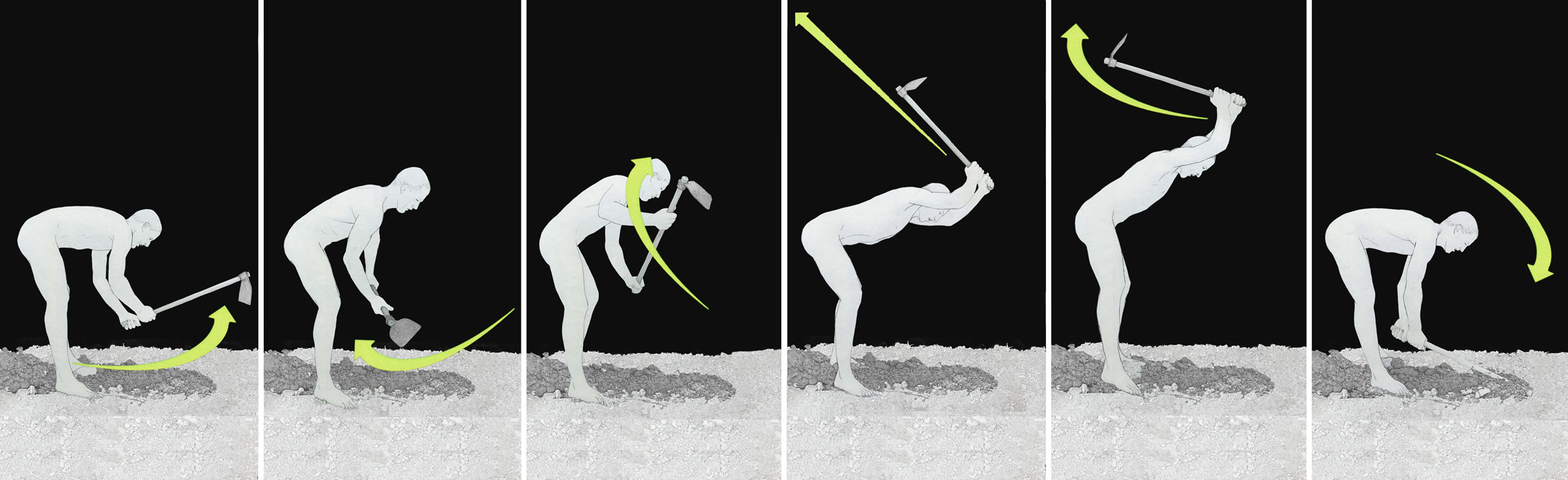
Llaurador valencià cavant amb aixada. Museu Valencià d'Etnologia.

Es creu que els humans primitius no conreaven ni tenien bestiar. Es limitaven a caçar i recol·lectar els fruits que el bosc els donava de manera natural. Més tard (Vegeu capacitat de càrrega) van decidir passar a conrear les plantes que els donaven aliment o que els eren útils d'alguna manera.
L'agricultura arable, o el cultiu a gran escala de cultius en extensions de terra agrícola, sorgeix fa uns 11.000 anys. Al final del Paleolític, les poblacions nòmades van passar de la recol·lecció d'aliments a l'agricultura. Amb la domesticació dels cereals, es van desenvolupar de manera conjunta els sistemes agrícoles i els assentaments humans. El blat, el blat de moro i l'arròs es van cultivar primer en petites àrees properes als assentaments. Si bé l'Orient Mitjà ha estat considerat per molt de temps el bressol d'aquesta evolució, els investigadors han identificat centres agrícoles que daten del mateix període a diversos llocs del món.
Amb el temps, les àrees de producció es van expandir i les eines utilitzades pels agricultors els van permetre cultivar recursos en major quantitat, donant lloc a la formació dels primers llogarets. El creixement de la població va significar que es requeria un volum més gran d'aliments, per la qual cosa les terres agrícoles van augmentar i es va iniciar l'agricultura arable.
L'agricultura es va estendre des de l'antiguitat. Els sistemes de reg millorats van permetre la producció a diferents estacions i els cereals es van convertir en l'aliment bàsic de societats, o fins i tot de civilitzacions. El blat es va cultivar a Europa, l'arròs a Àsia, el sorgo a Àfrica i el cultiu de la papa i quinoa es va establir a les regions andines.
Durant l'Edat Mitjana a Europa, l'arada i l'arada oscil·lant van permetre treballar la terra de manera més productiva. Els pagesos medievals treballaven grans extensions de terra, cultivades anualment sobre la base d'un sistema de rotació de tres anys. L'evolució de l'agricultura medieval va tenir un paper destacat en el creixement de la població, l'economia i les ciutats. No obstant això, la fam i altres crisis alimentàries als segles XV i XVI frenen el creixement d'agronomia.
A finals del XVI, les innovacions agrícoles van impactar sobre el cultiu: el cultiu sense períodes de guaret va ser desenvolupat i introduït gradualment, accelerant la producció d'aliments. Aquesta nova pràctica es va utilitzar per produir tant farratges com cereals. També es va millorar el rendiment mitjançant la selecció de varietats més productives.
La revolució industrial al segle xix amb els seus avenços tècnics i tecnològics va tenir un impacte en el desenvolupament dels cultius herbacis. Els motors de vapor, seguits pel motor de combustió, fertilitzant i productes de tractament dels cultius. Els agricultors que produïen cultius per a la venda van començar a especialitzar-se. Cada regió tenia llavors el seu propi tipus d'agricultura, com ara cultius de cereals o hortes.
A la segona meitat del segle xx el desenvolupament de llavors híbrides, i particularment blat de moro híbrid, va revolucionar l'agricultura. Els híbrids milloren els resultats de la sembra i sovint produeixen plantes i fruits més resistents i uniformes. Les llavors híbrides van contribuir a l'augment de la producció agrícola de la segona meitat del segle xx.
A principis del segle xxi, l'agricultura arable s'enfronta a nous reptes que requereixen nous mètodes: l'agricultura, sigui intensiva o extensiva, s'està tornant sostenible i respectuosa amb el medi ambient, amb l'objectiu protegir el medi ambient i garantir així la producció futura.

## Productes agrícoles importants

Evolució de la producció mundial de cultius per grup de productes bàsics des del 2000 fins al 2018

La importància d'un cultiu varia molt segons la regió. En l'àmbit mundial, els cultius següents són els que més contribueixen al subministrament d'aliments humans (valors de kcal / persona / dia per al 2013 entre parèntesis): arròs (541 kcal), blat (527 kcal) , canya de sucre i altres cultius sucrers (200 kcal), blat de moro (blat de moro) (147 kcal), oli de soja (82 kcal), altres verdures (74 kcal), patates (64 kcal), oli de palma (52 kcal), iuca (37 kcal), de lleguminoses polsos (37 kcal), oli de llavor de gira-sol (35 kcal), oli de colza i mostassa (34 kcal), altres fruites, (31 kcal), sorgo (28 kcal), mil (27 kcal), cacauet (25 kcal), fesols (23 kcal), batates (22 kcal), plàtans (21 kcal), fruits secs diversos (16 kcal), soja (14 kcal), oli de llavor de cotó (13 kcal), oli de cacauet (13 kcal), nyam (13 kcal). Cal observar que molts dels cultius aparentment menors en l'àmbit mundial són molt importants en l'àmbit regional. Per exemple, a Àfrica predominen les arrels i els tubercles amb 421 kcal/persona/dia, i la melca i el mill aporten 135 kcal i 90 kcal, respectivament.
En termes de pes produït, els cultius següents són els més importants (producció mundial en milers de tones mètriques):
| Cultiu         | 2000      | 2013      | 2020      |
| -------------- | --------- | --------- | --------- |
| Canya de sucre | 1.256.380 | 1.877.110 | 1.870.246 |
| Blat de moro   | 592,479   | 1.016.740 | 1.171.332 |
| Arròs          | 599.355   | 745.710   | 1.264.410 |
| Blat           | 585.691   | 713.183   | 760.931   |
| Patata         | 327.600   | 368.096   | 359.124   |

## Domesticació de plantes
Les persones van domesticar per primera vegada les plantes fa uns 10.000 anys, entre els rius Tigris i Eufrates a la Mesopotàmia (que inclou els països actuals de l'Iran, Iraq, Turquia i Síria). La gent recollia i plantava les llavors de les plantes silvestres. S'asseguraven que les plantes tinguessin tota l'aigua que necessitaven per créixer i les plantaven a zones amb la quantitat adequada de sol. Setmanes o mesos després, quan les plantes florien, es collien els aliments.
Les primeres plantes domesticades a Mesopotàmia van ser el blat, l'ordi, les llenties i alguns tipus de pèsols. Els habitants d'altres parts del món, com l'est d'Àsia, les parts d'Àfrica i les parts d'Amèrica del Nord i del Sud, també van domesticar plantes. Altres plantes cultivades per les primeres civilitzacions van ser l'arròs (a l'Àsia) i les patates (a Sud-amèrica).
Les plantes no només s'han domesticat per alimentar-se. Les plantes de cotó es van domesticar per obtenir la fibra, que s'utilitza a les teles. Algunes flors, com les tulipes, es van domesticar per raons ornamentals o decoratives.
El cultiu de plantes domèstiques- va permetre que un menor nombre de persones proporcionés més aliments. L'estabilitat que va comportar la producció regular i predictible d'aliments va conduir a una major densitat de població. La gent podia fer alguna cosa més que caçar per aconseguir el menjar de cada dia: podien viatjar, comerciar i comunicar-se. Els primers pobles i ciutats del món es van construir a prop dels camps de plantes domesticades.
La domesticació de les plantes també va conduir a avenços en la producció de ferramentes. Els primers instruments agrícoles eren eines de mà fetes de pedra. Més tard es van desenvolupar eines agrícoles de metall i, finalment, es van utilitzar arades llençades per animals domesticats per treballar els camps.

## Mètodes de cultiu i cultius populars als EUA
Hi ha diversos mètodes de cultiu que s'utilitzen a la indústria agrícola, com el monocultiu, la rotació de cultius, el cultiu seqüencial i el cultiu intercalat mixt. Cada mètode de cultiu té els seus propòsits i possiblement també els desavantatges. Himanshu Arora defineix el monocultiu com aquell en què un camp només cultiva un cultiu específic durant tot l'any. El monocultiu té els seus desavantatges, segons Himanshu Arora, com el risc que el sòl perdi la fertilitat. Després del monocultiu, un altre mètode de cultiu és el cultiu en relleu. Segons la Biblioteca Nacional de Medicina, el cultiu en relleu pot resoldre una sèrie de conflictes com l'ús ineficient dels recursos disponibles, les controvèrsies a l'època de sembra, l'aplicació de fertilitzants i la degradació del sòl. El resultat de l'ús del cultiu en relleu és una producció més gran dels cultius. Als Estats Units, el blat de moro és el cultiu més gran produït, i la soja el segueix en segon lloc, segons el govern d'Alberta. Segons un mapa del Govern d'Alberta, la regió més popular per a aquests cultius es troba als estats de l'interior dels EUA, on la producció és més gran.

### Espècies cultivades anteriorment extingides o en perill d'extinció
El nombre d'espècies cultivades disminueix constantment, i algunes espècies es consideren fins i tot extingides, o només existeixen en col·leccions botàniques o jardins botànics, entre elles:
- Anacyclus officinarum Hayne (Compositae), extint
- Bromus mango Desv. (Gramineae), extinguida
- Cycas szechuanensis C.Y.Cheng y L.K. Fu (Cycadaceae)
- Moringa hildebrandtii Engl(Moringaceae)
- Triticum ispahanicum Heslot (Gramineae)
- Triticum jakubzineri Udacz. et Schachm. Gramineae)
- Triticum karamyschevii Nevski (Gramineae)
- Triticum macha Dekapr. y Menabde (Gramineae)
- Triticum militinae Zhuk. y Migush. (Gramineae)
- Triticum parvicoccum Kislev (Gramineae), extinguido
- Triticum timopheevii (Zhuk.) Zhuk. (Gramineae)
- Triticum zhukovskyi Menabde y Ericzjan (Gramineae)
- Viciola bistorta Bu¨ chel nom. nud. (Leguminosae), extinguida
- Zea mexicana (Schrader) Kuntze y Post y Kuntze(Gramineae)

Altres van ser considerades el 2004 com amenaçades d'extinció (i encara més "vulnerables" (no esmentades aquí)
- Aniba rosaeodora Ducke, (Lauraceae), extinguida
- Calamus ovoideus Thw. ex Trime, (Arecaceae)
- Calamus zeylanicus Becc, (Arecaceae)
- Ceroxylon alpinum Bonpl. ex DC. ssp. alpinum, (Arecaceae), extinguida
- Echinacea tennesseensis (Beadle) Small, (Compositae)
- Forsythia saxatilis (Nakai) Nakai, (Oleaceae), extinguida
- Gustavia speciosa (Kunth) De Candolle ssp. speciosa, (Lecythidaceae), extinguida.
- Juglans hindsii (Jepson) Jepson ex R. E. Sm.v (Juglandaceae), extinguida
- Latania lontaroides (Gaertner) H. E. Moore, (Arecaceae), extinguida
- Malus hupehensis (Pamp.) Rehd, (Rosaceae), extinguida
- Manihot brachyandra Pax et Hoffmv (Euphorbiaceae), extinguida
- Meconopsis aculeata Royle, (Papaveraceae), extinguida
- Medemia argun (Martius) Wurtt. ex H. A.Wndl., (Arecaceae), extinguida
- Myristica malabarica Lam, (Myristicaceae), extinguida
- Panax vietnamensis Ha et Grushv., (Araliaceae), extinguida
- Portulaca villosa Cham, (Portulacaceae), extinguida
- Pterocarpus santalinus L. f., (Leguminosae), extinguida
- Puya pyramidata (Ruiz et Pavo' n) Schultes f., (Bromeliaceae)
- Saintpaulia ionantha H. A. Wendl, (Gesneriaceae), extinguida
- Saussurea costus (Flac.) Lipsch. (Compositae)

S‟està estudiant la possibilitat d‟establir una llista vermella d‟espècies de cultius extingides, en perill o vulnerables.